# Coelichneumon pieli
Coelichneumon pieli là một loài tò vò trong họ Ichneumonidae.